# Gianpaolo Dal Dosso
Gianpaolo Dal Dosso (Verona, 15 novembre 1967) è un cantante, compositore e direttore di coro italiano.

## Biografia
Conseguiti i diplomi in Musica Corale e Direzione di Coro, Canto ramo Didattico e Canto Artistico presso i conservatori di musica di Verona, Mantova e Trento, ha iniziato l'attività solistica vocale, principalmente nella musica barocca e tardobarocca. Direttore artistico e musicale del coro Amici della Musica con il quale ha partecipato ai Festivals di Aix en Provence (Francia 2004), Les Choralies (Corsica 2005 e 2014), Valsamoggia (Bologna, 2014) e Musica Sacra (Croazia, 2019) è stato anche maestro della Cappella musicale di San Zeno a Verona dal 2009 al 2013. Nell'ottobre 2017 ha fondato l'ottetto vocale I Madrigalisti Anonimi di cui è stato direttore musicale e nel 2023 l'Ensemble Vocale di Caldiero.
Ha collaborato all'incisione discografica della Weihnachtshistorie di Heinrich Schütz con la Cappella Augustana e dell' Orfeo di Claudio Monteverdi con Sergio Vartolo, entrambe per l'etichetta olandese Brilliant Classics; ha inoltre partecipato alla realizzazione dei cd  Trasparente del cantautore veronese Fabio Fiocco e di Years of songs di Johnny Rao. È anche compositore ed arrangiatore di numerosi brani per coro.

## Discografia
- Heinrich Schütz, Weihnachtshistorie - Van der Kaamp, Testolin, Makal, Dal Dosso, Cappella Agustana dir.  Matteo Messori - 2003 Brilliant Classics
- Claudio Monteverdi, L'Orfeo - Matteuzzi, Pozzer, Mingardo, Fagotto, Bertolo, Dal Dosso, Early Music Consort dir. Sergio Vartolo - 2005 Brilliant Classics
- Johann Sebastian Bach, Johannes - Passion BWV 245 - Miatello, Bertral, Furnari, Fanciullacci, Dal Dosso, Scavazza, Accademia Corale Musica Reservata, Antiqua Camerata Veneta dir. Fabio Cusinato - 2005 ACMR